# Michał Olszewski (duchowny)
Michał Olszewski (ur. 5 marca 1982 w Rabce-Zdroju) – polski duchowny rzymskokatolicki, sercanin, rekolekcjonista, kaznodzieja, autor książek o tematyce religijnej, aktywnie działający w mediach katolickich oraz organizacjach ewangelizacyjnych. W przeszłości także egzorcysta.

## Życiorys
Studia rozpoczął na Politechnice Warszawskiej, na kierunku inżynieria środowiska, ostatecznie przerywając naukę. W 2002 wstąpił do Klasztoru Sercanów w Pliszczynie. We wrześniu tego samego roku rozpoczął nowicjat w Stopnicy; profesję zakonną złożył tamże. Studiował zagadnienia filozoficzno-teologiczne w Wyższym Seminarium Misyjnym Księży Sercanów w Stadnikach. Śluby wieczyste złożył 8 grudnia 2007. Święcenie kapłańskie przyjął 23 maja 2009 z rąk Mieczysława Mokrzyckiego.
Pierwszą parafią, do której trafił, była parafia Najświętszego Serca Pana Jezusa w Krakowie-Płaszowie, gdzie zajmował się duszpasterstwem młodzieży. Odbył w Rzymie roczny kurs przygotowujący formatorów i wychowawców, podczas którego trafił do watykańskiego klasztoru Dono di Maria, gdzie został wolontariuszem i odprawiał msze św. dla bezdomnych i prostytutek. Po powrocie do Polski został socjuszem mistrza nowicjatu w Stopnicy. Pełnił wówczas posługę egzorcysty w diecezji kieleckiej. Od 2017 jest rzecznikiem prasowym Zespołu KEP ds. Nowej Ewangelizacji oraz członkiem Komisji Medialnej Konferencji Wyższych Przełożonych Instytutów Męskich.
Pełni funkcję dyrektora Grupy Medialnej Profeto oraz jest twórcą Radia Profeto, zlokalizowanego w Stadnikach. Jego działalność koncentruje się na ewangelizacji poprzez nowoczesne media, a także poprzez posługę charyzmatyczną, obejmującą m.in. egzorcyzmy oraz działalność rekolekcyjną.

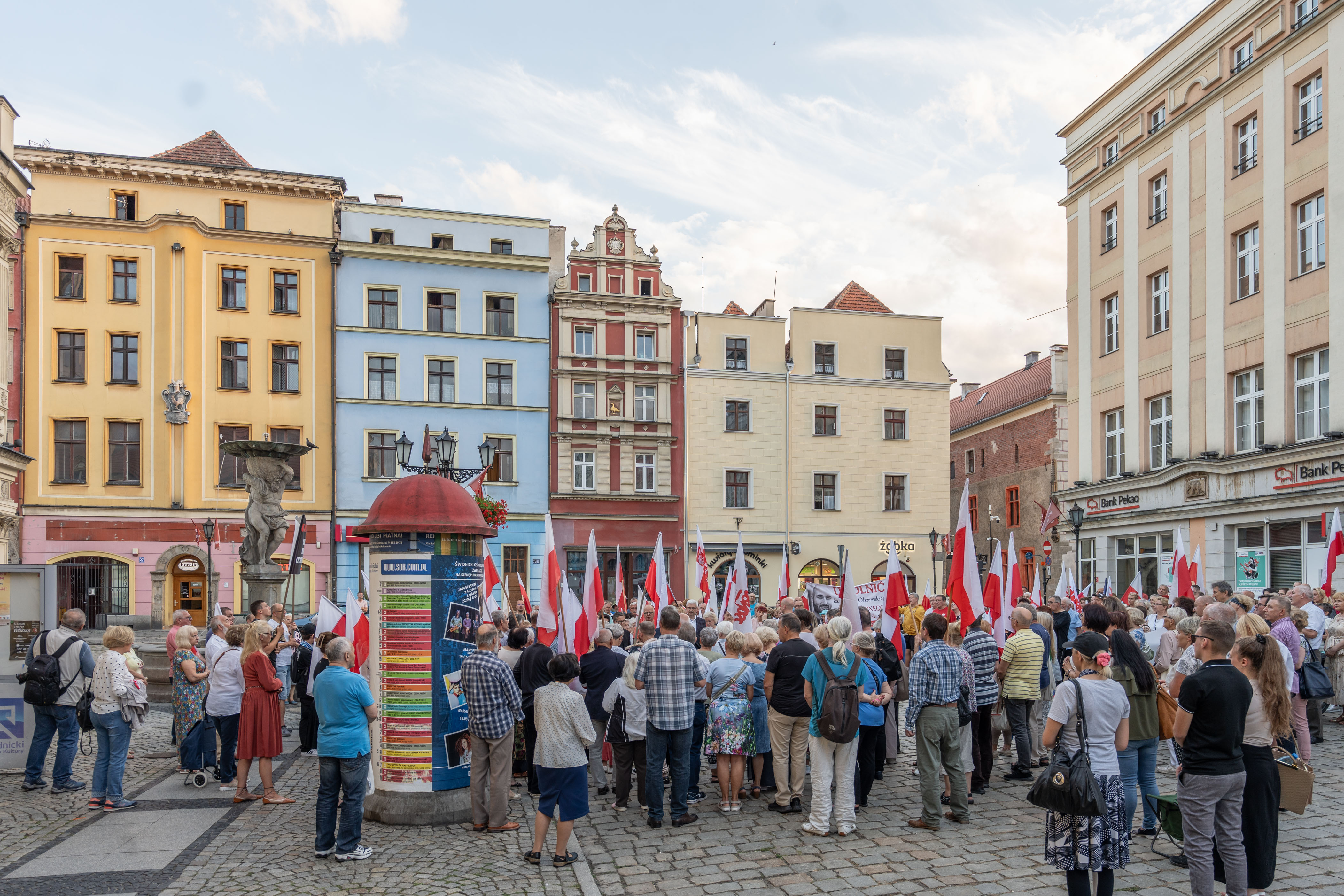
Wiec zorganizowany z powodu aresztowania Michała Olszewskiego - lipiec 2024

W 2020 fundacja Profeto, której ks. Olszewski jest prezesem i założycielem (2014), stała się przedmiotem kontrowersji po otrzymaniu 50 mln zł z Funduszu Sprawiedliwości na projekt Archipelag – Wyspy wolne od przemocy. W ramach projektu budowany był m.in. budynek w Powsinie, który miał stać się centrum pomocy osobom dotkniętym przemocą. 26 marca 2024 został zatrzymany przez funkcjonariuszy Agencji Bezpieczeństwa Wewnętrznego na polecenie prokuratorów badających wykorzystanie przez niego środków przekazanych na budowę ośrodka z Funduszu Sprawiedliwości na cele prywatne. Zatrzymanie wywołało szerokie zainteresowanie i wsparcie wśród jego zwolenników oraz współbraci zakonnych. Sprawa znalazła szeroki oddźwięk medialny.
W październiku 2024 został zwolniony z aresztu za kaucją.

## Życie prywatne
Pochodzi z gminy Laskowa, nieopodal Limanowej. Syn Grażyny i Jana. Ma czworo rodzeństwa. Jego młodszy brat Wojciech również jest zakonnikiem i kapłanem należącym do Zgromadzenia Księży Sercanów. Jak podaje Dorota Kania, jego wujem miał być ksiądz Józef Joniec. 
W liceum trenował taekwondo, w którym ma czarny pas.

## Publikacje
Ks. Olszewski jest autorem ponad dwudziestu książek o tematyce religijnej, w tym takich jak Egzorcyzm. Posługa miłości, Czarno na białym oraz Dekalog. Proste słowa o miłości, które podejmują tematy związane z duchowością, wiarą i codziennym życiem chrześcijańskim.